# Morelladon beltrani
Morelladon beltrani es la única especie conocida del género extinto Morelladon de dinosaurio ornitópodo estiracosterno, que vivió durante el a principios de periodo Cretácico durante el barremiense, alrededor de hace 130 millones de años, en lo que es hoy Europa. 

## Descripción

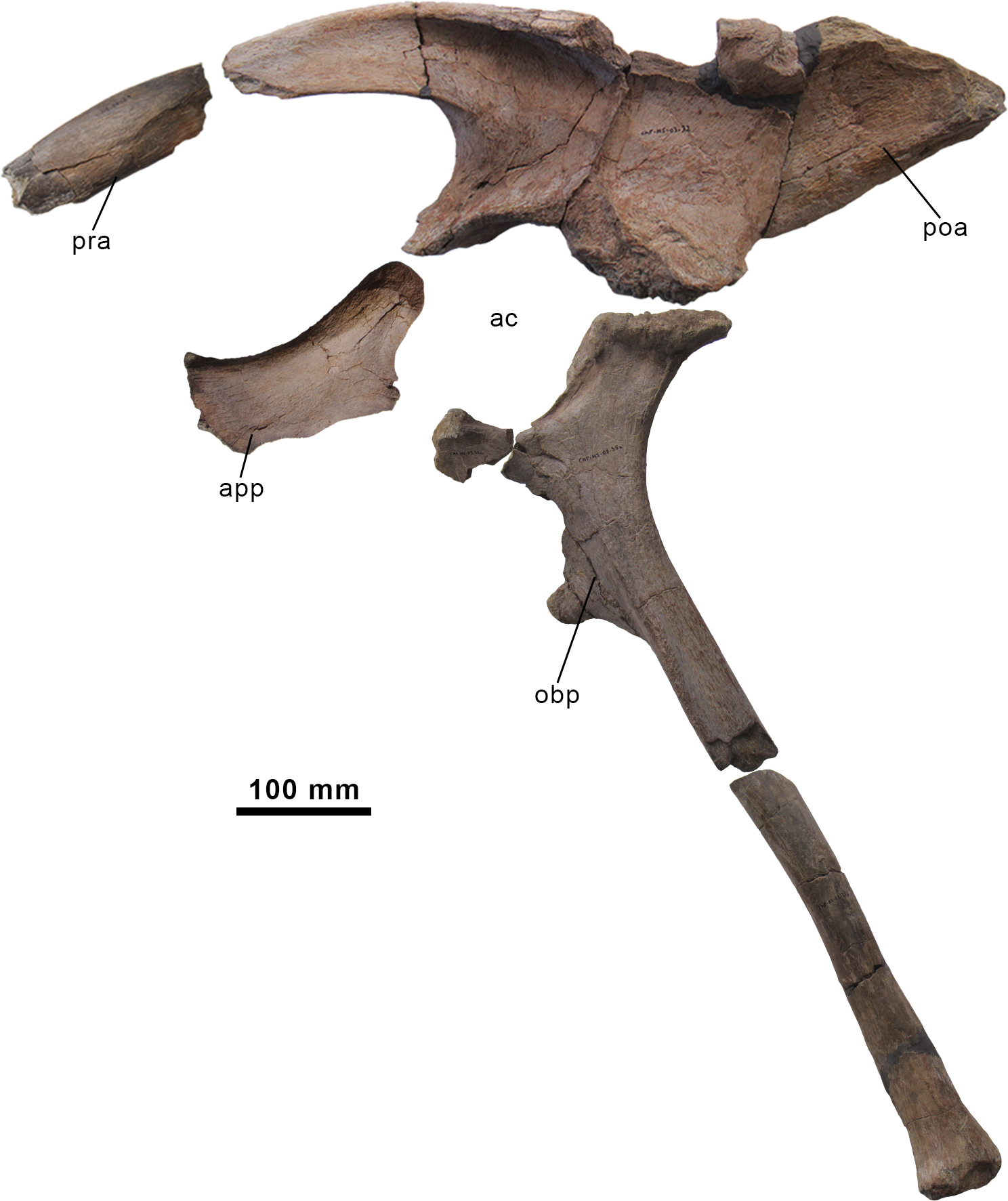
Pelvis.

Llegaba a medir 6 metros de longitud. Los autores de su descripción establecieron algunos rasgos distintivos. Todos estos son autapomorfias, o características únicas derivadas. Las espinas neurales más largas alcanzan una altura equivalente al menos a 4.3 veces la altura de sus cuerpos vertebrales. Las vértebras dorsales del medio tiene una depresión muy profunda entre sus procesos articulares y en la base de la espina neural, de 2.6 veces más alta que la longitud de su base, medida desde el frente hasta atrás. La costilla de la vértebra dorsosacral está fusionada con el resto del sacro. En la segunda y tercera vértebras del sacro hay una quilla en la zona inferior limitada a la parte frontal del cuerpo de la vértebra. En la cuarta vértebra sacral la quilla tiene una posición similar pero es más baja y ancha. Las facetas para las costillas de las vértebras dorsosacral y la primera sacral están situadas muy cercanamente, cerca del borde superior del ilion, más alto que las facetas de las otras costillas sacrales. La cresta en la cara interna de la "bota" posterior del ilion corre oblicuamente por detrás y arriba, formando una placa levemente protuberante, dirigida hacia adentro, en la zona posterior de la bota posterior. El extremo inferior del isquion tiene una sección transversal en forma de letra D debido a la extensión de la cara exterior.

## Descubrimiento e investigación

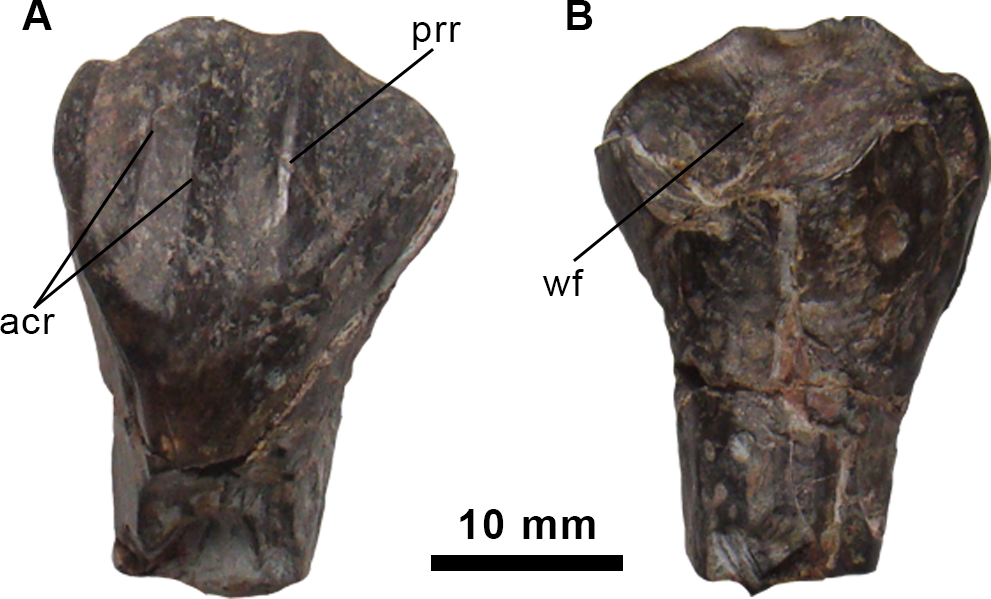
Diente.

En 2013, equipos de la Universidad Nacional de Educación a Distancia (UNED) y la Universidad Autónoma de Madrid, descubrieron en el sitio Mas de Sabaté (CMP-MS) de la cantera Mas de la Parreta en Morella, España, el esqueleto de un dinosaurio euornitópodo. El fósil fue preparado por Juan Miguel Soler, Miguel Ángel Aguilar, Jesús Royo y Manuel Domingo García.
En 2015, la especie tipo Morelladon beltrani fue nombrado y descrito por José Miguel Gasulla, Fernando Escaso, Iván Narváez, Francisco Ortega y José Luis Sanz. El nombre del género combina la referencia a Morella con el término griego ὀδών, odoon, "diente". El nombre de la especie es en honor de Victor Beltrán, el propietario de la Compañía Vega del Moll S.A. que explota las canteras, y que cooperó con la investigación científica.
El holotipo, CMP-MS-03, fue hallado en una capa de la Formación Arcillas de Morella, la cual ha sido tradicionalmente datada de inicios del Aptiense, pero de acuerdo con la investigación palinológica quizás data de finales del Barremiense. Este espécimen consiste de un esqueleto parcial que carece de cráneo. Contiene un diente inferior derecho, siete vértebras dorsales, fragmentos de las espinas neurales de las vértebras de la espalda, dos piezas de costilla, un sacro, dos cheurones y una tibia derecha.